# Ancylus tapirulus
Ancylus tapirulus е вид коремоного от семейство Planorbidae. Видът е застрашен от изчезване.

## Разпространение
Разпространен е в Северна Македония.